# Generalfeldwachtmeister
Generalfeldwachtmeister war im 17. und 18. Jahrhundert ein militärischer Rang in der neu aufgekommenen Offiziersklasse der Generale bei den Armeen der deutschen und nordischen Staaten.

## Bedeutung
Die Bezeichnung Feldwachtmeister ergab sich aus der ursprünglichen Aufgabe dieser Offiziere, die Feldwachen zu inspizieren und die Aufstellung der Brigaden und Regimenter im Felde sowie die Marschordnung zu überwachen.

## Stellung im Ranggefüge
Der Generalfeldwachtmeister  (GFWM) war Vorgesetzter aller Brigadiere und Obristen seiner Waffengattung. Er war dem Generalleutnant (in Österreich dem Feldmarschallleutnant) nachgeordnet.

## Entsprechungen bei anderen Armeen
Der Rang wurde bisweilen als Entsprechung zum Maréchal de camp in der Armee des Ancien Régime in Frankreich beschrieben. Eine wenigstens sprachlich genauere Entsprechung hatte er im Sargento general bei den spanischen Fußtruppen der Habsburgerzeit. Dieser war der traditionelle Gehilfe des Maestre de campo general („Generalfeldmeister“, d. h. Fußtruppengeneral) und wie der Generalfeldwachtmeister dem Generalfeldmeister-Leutnant (Teniente de maestre de campo general), der den Generalfeldmeister vertrat, untergeordnet.

## Feldwachtmeister als Truppenoffiziere
Auf der Ebene des Regiments hatte der Feldwachtmeister bzw. Obristfeldwachtmeister, Obrist-Wachtmeister oder Oberstwachtmeister die entsprechenden Aufgaben. Diese Bezeichnung des Dienstgrads, der im spanischen Heer traditionell Sargento mayor hieß und auch im französischen und britischen Heerwesen ähnlich genannt wurde (Sergent-major bzw. Sergeant major), wurde etwa um 1700 durch den aus dem Spanischen übernommenen Begriff Major verdrängt. Allerdings war die Anrede „Herr Oberstwachtmeister“ für einen Major bei einigen Regimentern der preußischen Garde noch weit bis ins 18. Jahrhundert geläufig.

## Moderne Entsprechung
Im 18. Jahrhundert wurde die Bezeichnung Generalfeldwachtmeister auch durch den Ausdruck Generalmajor abgelöst.